# Esther Leach
Esther Leach, född 1809, död 1843, var en brittisk-indisk skådespelare. Hon grundade och var direktör för Sans Souci Theatre i Calcutta 1839-43. Hon betraktas som en teaterpionjär i Indien och kallades "Indiens Sarah Siddons". 
Hon kom till Indien som soldatfru, och väckte fördelaktig uppmärksamhet då hon deltog som skådespelare i de amatörföreställningar som uppfördes i det brittiska militärsamhället. Hon blev senare professionellt aktiv och har ibland kallats för Indiens första professionella skådespelerska. Hon var engagerad vid Chowringhee Theatre i Calcutta 1825-38, under denna teaters blomstringstid, och utgjorde då en av dess ledande attraktioner. När Chowringhee Theatre förstördes grundade hon dess ersättare, Sans Souci Theatre, och blev dess direktör. Hon avled av brännskador då hennes klänning fattade eld under en föreställning. 